# Janay DeLoach
Cynthia DeLoach-Soukup, detta Janay (Panama City, 12 ottobre 1985), è una lunghista e ostacolista statunitense.

## Palmarès
| Anno | Manifestazione      | Sede           | Evento         | Risultato | Prestazione | Note                                     |
| ---- | ------------------- | -------------- | -------------- | --------- | ----------- | ---------------------------------------- |
| 2007 | Giochi panamericani | Rio de Janeiro | Salto in lungo | 10ª       | 6,04 m      |                                          |
| 2011 | Mondiali            | Taegu          | Salto in lungo | 5ª        | 6,56 m      |                                          |
| 2012 | Mondiali indoor     | Istanbul       | Salto in lungo | Argento   | 6,98 m      | Miglior prestazione personale stagionale |
| 2012 | Giochi olimpici     | Londra         | Salto in lungo | Bronzo    | 6,89 m      |                                          |
| 2013 | Mondiali            | Mosca          | Salto in lungo | 11ª       | 6,44 m      |                                          |
| 2014 | Mondiali indoor     | Sopot          | 60 m hs        | 5ª        | 7"90        |                                          |
| 2015 | Mondiali            | Pechino        | Salto in lungo | 8ª        | 6,67 m      |                                          |
| 2016 | Mondiali indoor     | Portland       | Salto in lungo | 4ª        | 6,89 m      | Miglior prestazione personale stagionale |
| 2016 | Giochi olimpici     | Rio de Janeiro | Salto in lungo | 13ª (q)   | 6,50 m      |                                          |

## Campionati nazionali
- 1 volta campionessa nazionale del salto in lungo (2013)
- 3 volte campionessa nazionale indoor del salto in lungo (2011, 2012, 2013)